# Wereldkampioenschappen skivliegen 2018
De wereldkampioenschappen skivliegen 2018 (officieel: FIS Ski Flying World Championships 2018 presented by Viessmann) werden van 18 tot en met 21 januari gehouden op de Heini Klopfer Skivliegschans in het Duitse Oberstdorf.

## Wedstrijdschema
| Datum      | Tijd  | Schansrecord | Detail                                                          |
| ---------- | ----- | ------------ | --------------------------------------------------------------- |
| 19 januari | 14:30 | 238 m        | Kwalificatie                                                    |
| 19 januari | 16:00 | 238 m        | Eerste sprong (individueel) Tweede sprong (individueel)         |
| 20 januari | 15:00 | 238 m        | Derde sprong (individueel) Vierde sprong (individueel)          |
| 21 januari | 16:00 | 238 m        | Eerste sprong (landenwedstrijd) Tweede sprong (landenwedstrijd) |

## Medailles
| Onderdeel       | Goud | Goud                                                                      | Zilver | Zilver                                             | Brons | Brons                                            |
| --------------- | ---- | ------------------------------------------------------------------------- | ------ | -------------------------------------------------- | ----- | ------------------------------------------------ |
| Individueel     | NOR  | Daniel-André Tande                                                        | POL    | Kamil Stoch                                        | GER   | Richard Freitag                                  |
| Landenwedstrijd | NOR  | Robert Johansson Andreas Stjernen Johann André Forfang Daniel-André Tande | SLO    | Jernej Damjan Anže Semenič Domen Prevc Peter Prevc | POL   | Piotr Zyla Stefan Hula Dawid Kubacki Kamil Stoch |

### Medaillespiegel
| Plaats | Land      | Goud | Zilver | Brons | Totaal |
| 1      | Noorwegen | 2    | 0      | 0     | 2      |
| 2      | Polen     | 0    | 1      | 1     | 2      |
| 2      | Slovenië  | 0    | 1      | 0     | 1      |
| 3      | Duitsland | 0    | 0      | 1     | 1      |
| Totaal | Totaal    | 2    | 2      | 2     | 6      |